# Callicore
Genre
Callicore est un genre d'insectes lépidoptères (papillons) de la famille des Nymphalidae et de la sous-famille des Biblidinae qui résident en Amérique centrale et en Amérique du Sud.

## Dénomination
Callicore a été nommé par Jacob Hübner en 1819.
Synonyme : Catagramma Boisduval, 1836.

## Liste des espèces
Noms valides
- Callicore astarte (Cramer, 1779).
- Callicore atacama (Hewitson, 1852).
- Callicore brome (Doyère, [1840])
- Callicore cyclops (Staudinger, 1891).
- Callicore cynosura (Doubleday, 1847).
- Callicore eunomia (Hewitson, 1853).
- Callicore excelsior (Hewitson, 1857).
- Callicore felderi Hewitson, 1864.
- Callicore hesperis (Guérin-Ménéville, 1844).
- Callicore hydamis (Godart, 1824).
- Callicore hydaspes (Drury, 1782).
- Callicore ines (Hopp., 1922)
- Callicore lyca (Doubleday, 1847).
- Callicore maronensis (Oberthür, 1916)
- Callicore pitheas (Latreille, 1813).
- Callicore pygas (Godart, 1824).
- Callicore sorana (Godart, 1832).
- Callicore texa (Hewitson, 1855).
- Callicore tolima (Hewitson, 1852).
- Callicore × levi Dillon, 1948

Selon BioLib (23 juillet 2024) :
- Callicore aegina (C. & R. Felder, 1861)
- Callicore aretas (Hewitson, 1857)
- Callicore astarte (Cramer, 1779)
- Callicore atacama (Hewitson, 1852)
- Callicore brome  (Boisduval, 1836)
- Callicore cajetani (Guenée, 1872)
- Callicore chimana (Oberthür, 1916)
- Callicore codomannus (Fabricius, 1781)
- Callicore cyclops (Staudinger, 1891)
- Callicore cyllene (Doubleday & Westwood, 1847)
- Callicore cynosura (Doubleday & Hewitson, 1847)
- Callicore denina (Hewitson, 1858)
- Callicore discrepans (Stichel, 1936)
- Callicore eunomia (Hewitson, 1853)
- Callicore excelsior (Hewitson, 1857)
- Callicore felderi (Hewitson, 1864)
- Callicore guatemalena (Bates, 1866)
- Callicore hesperis (Guérin-Méneville, 1844)
- Callicore hydarnis (Godart, 1824)
- Callicore hydaspes (Drury, 1782)
- Callicore hystaspes (Fabricius, 1781)
- Callicore ines (Hopp, 1922)
- Callicore lepta Hewitson, 1868
- Callicore levi Dillon, 1948
- Callicore lyca (Doubleday & Hewitson, 1847)
- Callicore maimuna (Hewitson, 1858)
- Callicore maronensis (Oberthür, 1916)
- Callicore maximilla (Fruhstorfer, 1916)
- Callicore mengeli Dillon, 1948
- Callicore mionina (Hewitson, 1855)
- Callicore oculata Guénee, 1872
- Callicore patelina (Hewitson, 1853)
- Callicore peralta (Dillon, 1948)
- Callicore pitheas (Latreille, 1811)
- Callicore platytaenia (Röber, 1921)
- Callicore pygas (Godart, 1824)
- Callicore selima (Guénee, 1872)
- Callicore sorana (Godart, 1832)
- Callicore texa (Hewitson, 1854)
- Callicore tolima (Hewitson, 1852)
- Callicore transversa Röber, 1924